# Музыкальное ударение
Музыка́льное ударе́ние — лингвистический термин, означающий способ интонирования слова или фразы при помощи изменения единиц просодии (мор) или мелодики слоговых фонем по высоте звука. Это ударение следует отличать от тонального ударения. Высота звука может быть смыслоразличительной. Примеры японского музыкального ударения: «край» (яп. 端 хаси), «палочки для еды» (яп. 箸 ха↓си) и «мост» (яп. 橋 хаси↓). Музыкальное ударение присутствует в некоторых скандинавских, южнославянских языках, в древнегреческом, ведическом санскрите, японском, корейском, а также шанхайском диалекте языка у.

## Общие сведения и историческая справка
В языках, где существует музыкальное ударение, параллельно может иметься и ударение другого типа. Тоновое ударение может присутствовать на одном или более слогах; к примеру, в японском слово, состоящее менее чем из 5 мор, может иметь тональное ударение на любом количестве слогов или не иметь его вовсе.
устрица (яп. 牡蠣 ка́ки) — ударение на первом слоге;
ограда (яп. 垣 каки́) — ударение на втором слоге;
хурма (яп. 柿 каки) — отсутствие ударения.
Ударение в праиндоевропейском языке обычно реконструируется свободным и музыкальным; подобное ударение сохранилось в древнегреческом, ведийском и прабалтославянском языках. В современном греческом языке ударение стало силовым, а в индийских ко времени пракритов тоническое ударение вовсе исчезло. В балто-славянских языках музыкальное ударение было переосмыслено в виде оппозиции «акутового» (восходящего) и «циркумфлексного» (нисходящего) тонов, подобная система сохранилась в литовском и некоторых западных южнославянских диалектах. Тоническое ударение имеется в шведском и норвежском языках, оно развилось в них из древнескандинавского. В панджаби возникла система тонов.

## Отличия

### Тон
Если ударение музыкальное (тоническое), то музыкальный рисунок слова определяется небольшим количеством слогов или мор. Ударными могут быть, к примеру, два последних слога, что отличает тоническое ударение от лингвистического тона; в тоновых языках ударение на каждом слоге стоит независимо от других. К примеру, если сравнить возможную расстановку тона и тонического ударения на трёхбуквенном слове [aba], в первом случае получается четыре варианта:
- низкий-низкий [àbà],
- высокий-высокий [ábá],
- высокий-низкий [ábà],
- низкий-высокий [àbá].

Вариантов расстановки музыкального ударения всего три:
- первый слог ударный: [ába],
- второй слог ударный: [abá],
- отсутствие ударения: [aba].

Сочетание *[ábá] не встречается.
В случае с длинными словами различие ещё больше: восемь трёхсложных вариантов в случае с тоновыми языками (ábábá, ábábà, ábàbá, àbábá, ábàbà, àbábà, àbàbá, àbàbà) и четыре варианта в случае с музыкальным ударением (ábaba, abába, ababá, ababa).

### Ударение
Отличие тонического ударения от силового в том, что силовое ударение может делать слог лишь громче, тогда как музыкальное может изменять тон как на более высокий, так и на более низкий (ába, àba). Кроме того, слово может не иметь музыкального ударения, а силовое ударение присутствует на каждом фонетическом слове.

## Языки

### Древнегреческий язык
В древнегреческом языке ударный слог отличался от других слогов более высоким тоном. Дионисий Галикарнасский утверждал[где?], что интервал был приблизительно равен квинте.
Ударение обязательно присутствовало на одной из трёх конечных мор слова или его сочетания с энклитикой: на одном из трёх последних слогов, если последний слог был образован кратким гласным или (не всегда, но как правило) дифтонгом αι или οι, либо на одном из двух последних слогов, если последний слог был образован долгим гласным или дифтонгом (кроме вышеупомянутых).
На письме (в политонической орфографии, изобретенной в эллинистическую эпоху, но не принятой повсеместно вплоть до возникновения Византийской империи) для обозначения ударения использовались знаки острого (ὀξεῖα), облечённого (περισπωμένη) и тупого (βαρεῖα) ударения.
Знак облечённого ударения мог быть только над долгим гласным или дифтонгом в последнем или предпоследнем слоге. В этом случае ударение падало на первую половину (мору) слога: /ée/ = ῆ. Если ударение падало на вторую половину (мору) слога, образуемого долгим гласным или дифтонгом, ставился знак острого ударения: /eé/ = ή.
В остальных случаях ставился также знак острого ударения. Исключение составляло ударение на последнем слоге слова или его сочетания с энклитикой, после которых не было знака препинания: в этом случае вместо знака острого ударения ставился знак тупого ударения. Это могло означать понижение тона, но работы античных авторов не содержат однозначного ответа на этот вопрос.
Если слово перед энклитикой имело острое ударение на третьем от конца слоге или облечённое ударение на предпоследнем слоге, такое слово приобретало дополнительное острое ударение на последнем слоге. Энклитика, в свою очередь, также приобретала острое ударение (если энклитика двухсложная — на последнем слоге), если предшествовала другой энклитике.

### Норвежский и шведский языки
- Фонология норвежского языка[англ.]
- Фонология шведского языка[англ.]

В большинстве диалектов шведского и норвежского различаются акут и гравис (первый и второй тон), и множество пар слов различаются только ударением; список таких пар в шведском имеется в Шведской Википедии. Первый тон обычно имеют слова, чей второй слог является определённым артиклем, а также те, что в древнескандинавском языке содержали один слог.
В западнонорвежских диалектах слово норв. bønder («фермеры») произносится с первым тоном, а слово норв. bønner («бобы») — со вторым. Хотя иногда отличия в орфографии позволяют понять, о каком именно случае речь, обычно минимальные пары пишутся одинаково. В шведском языке примером может служить слово tomten, означающее «Ниссе», шведского Деда Мороза, если произносится со вторым тоном, и «двор», «участок», «сад», если произносится с первым. Таким образом, во фразе Är det tomten på tomten? («Томтен во дворе?») имеется оба варианта.
В некоторых финских диалектах шведского языка различие между тонами утеряно. В большинстве западных и северных норвежских говоров первый тон падающий, а второй — повышающийся на первом слоге и падающий на втором.

### Франкские языки

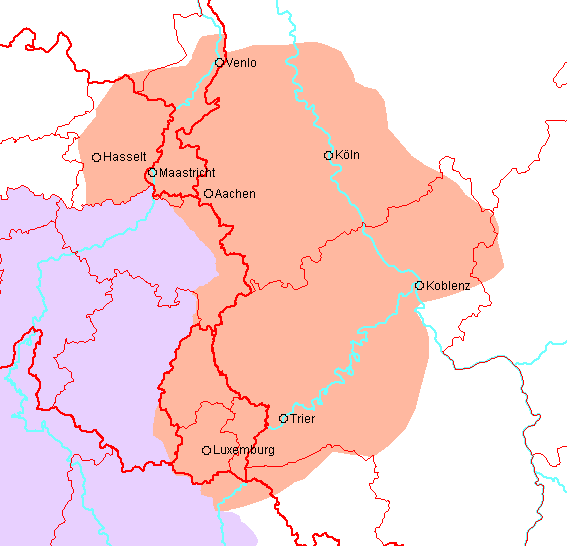
Регионы Бенилюкса, Франции и Германии, в которых имеется музыкальное ударение (выделены оранжевым).

Музыкальное ударение имеется в люксембургском, лимбургском, рипуарских и среднефранкских диалектах.

### Валлийский и валлийский английский
В валлийском языке имеется простое музыкальное ударение, но оно не влияет на смысл, так как всегда находится на одном и том же слоге. Его задачей является разделение потока речи на слова. Силовое ударение располагается на последнем или предпоследнем слоге, а тоническое (высокий тон) — на последнем. Повышающаяся интонация на конце слова — отличительная особенность валлийских говоров английского языка.

### Западно-южнославянские языки
В позднем праславянском языке имелась оппозиция краткого падающего (циркумфлексного) тона и восходящего (акутового) тона, ударение оставалось свободным. Произошедшие изменения описываются законами Мейе, Иллича-Свитыча и Дыбо. В дальнейшем произошли и другие изменения — такие, к примеру, как описываемые законом Ившича — Станга или как появившийся в штокавском наречии повышающийся тон. В отличие от прочих славянских диалектных групп, западные южнославянские идиомы, в основном (включая диалект, на котором был основан словенский язык, а также штокавский, на основе которого были созданы сербский, хорватский, боснийский языки), сохранили праславянское свободное музыкальное ударение. Тем не менее между кодированной нормой и реальным произношением могли быть значительные различия: например, в говорах Загреба и Риеки ударение силовое, ни долготы гласных, ни музыкального ударения в них нет.

#### Сербохорватский язык
В новоштокавском говоре различали четыре типа музыкального ударения: краткое понижающееся ⟨◌̏⟩, краткое повышающееся ⟨◌̀⟩, долгое понижающееся ⟨◌̑⟩, долгое повышающееся ⟨◌́⟩. Ударение относительно свободное и может падать на любой слог, кроме последнего. Долгое ударение реализуется на долгом гласном, а краткое выражается разницей между ударным и следующим слогом.
Проклитики «крадут» понижающийся тон у предшествующего односложного или двусложного слова (/vîdiːm/→/ně‿vidiːm/, /ʒěliːm/→/ne‿ʒěliːm/). Такое ударение всегда краткое. Хотя этот феномен присутствует в новоштокавском говоре, в других говорах он часто отсутствует (в частности, на загребский говор повлияло кайкавское наречие).
|              | отдельно                       | отдельно        | с проклитикой       | с проклитикой                      |
| ------------ | ------------------------------ | --------------- | ------------------- | ---------------------------------- |
| повышающийся | /ʒěliːm/                       | «я хочу»        | /ne‿ʒěliːm/         | «я не хочу»                        |
| повышающийся | /nemɔɡǔːtɕnɔːst/               | «невозможность» | /u‿nemɔɡǔːtɕnɔsti/  | «не будучи способным»              |
| понижающийся | И. п.: /zǐːma/, В. п.: /zîːmu/ | «зима»          | /û‿ziːmu/ (в. п.)   | «зимой»                            |
| понижающийся | /vîdiːm/                       | «я вижу»        | /ně‿vidiːm/         | «я не вижу»                        |
| понижающийся | И. п., в. п.: /ɡrâːd/          | «город»         | /û‿ɡraːd/ (в. п.)   | «к городу (остаётся понижающимся)» |
| понижающийся | И. п.: /ʃûma/                  | «лес»           | /ǔ‿ʃumi/ (мест. п.) | «в лесу (становится повышающимся)» |

#### Словенский язык
В словенском языке сосуществуют две системы ударения: старая с трёхтоновым музыкальным ударением и новая с динамическим (силовым) ударением и различением долгот.

### Японский язык

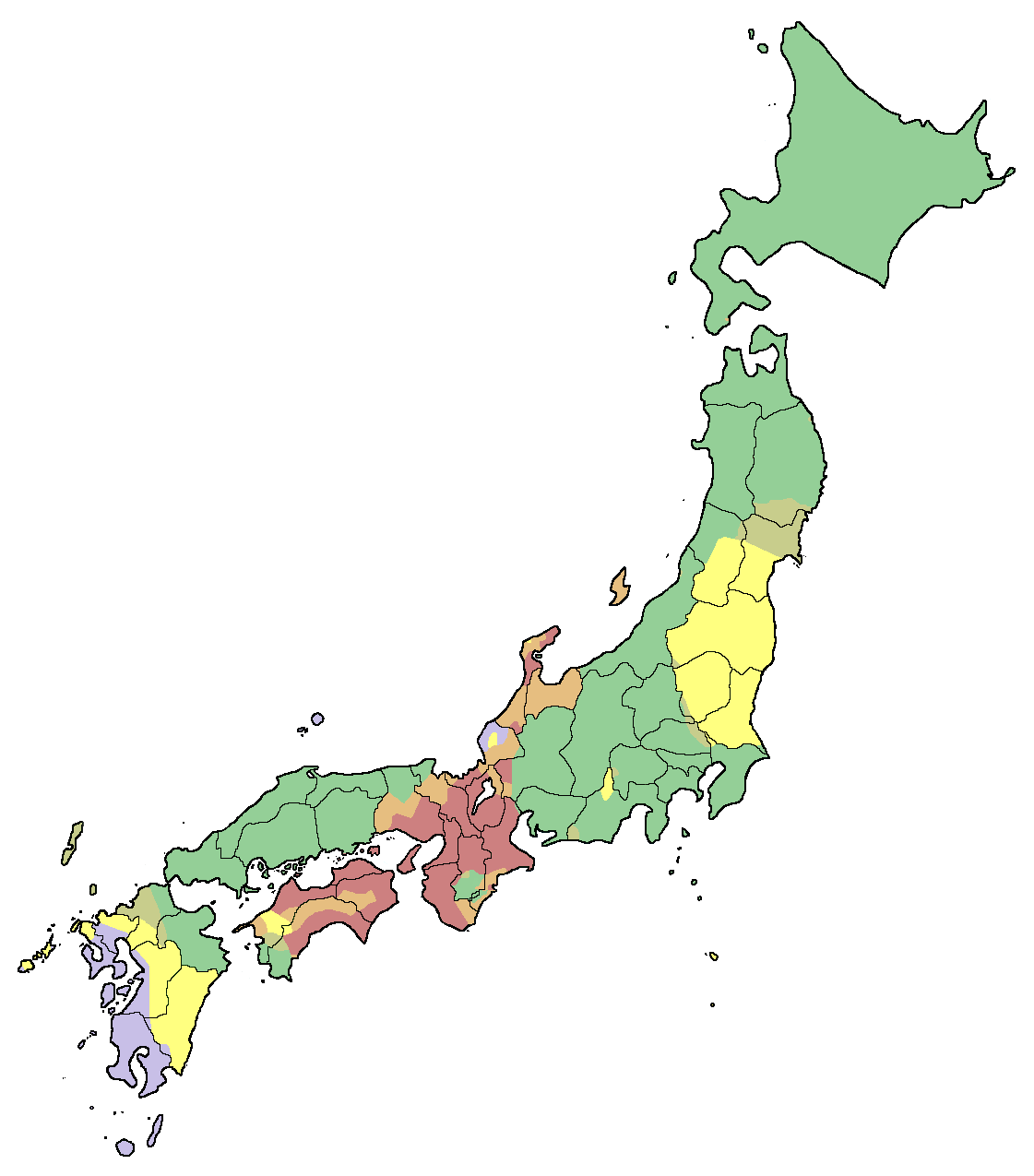
Карта с региональным музыкальным ударением в японском языке. Красный цвет означает тон и переменное понижение интонации; зелёный — переменное понижение интонации; сиреневый — фиксированное понижение интонации; жёлтый — отсутствие музыкального ударения.

В японском языке присутствует музыкальное ударение. В токийском диалекте, на котором основан литературный японский язык, оно явно выделено; в некоторых диалектах оно отсутствует. Ударение часто реализуется понижением интонации, то есть интонация повышается до тех пор, пока не происходит резкий обрыв. Таким образом, в двусложных словах «высоко-низкая» интонация контрастирует с «низко-высокой». Безударные слова также принадлежат ко второму типу, но обрыв находится на границе между словом и энклитикой.
| Ударение на первой море | Ударение на первой море | Ударение на первой море | Ударение на второй море | Ударение на второй море | Ударение на второй море | Без ударения           | Без ударения           | Без ударения           |
| ----------------------- | ----------------------- | ----------------------- | ----------------------- | ----------------------- | ----------------------- | ---------------------- | ---------------------- | ---------------------- |
| [kaꜜki.o]               | 牡蠣を                  | устрица + を            | [kakiꜜo]                | 垣を                    | ограда + を             | [kaki.o]               | 柿を                   | хурма + を             |
| высокая-низкая-низкая   | высокая-низкая-низкая   | высокая-низкая-низкая   | низкая-высокая-низкая   | низкая-высокая-низкая   | низкая-высокая-низкая   | низкая-средняя-высокая | низкая-средняя-высокая | низкая-средняя-высокая |

### Корейский язык
В сеульском диалекте корейского языка музыкальное ударение служит только для интонационного выделения, однако в нескольких диалектах сохраняется среднекорейское музыкальное ударение. В диалекте Кёнсан-Пукто первый слог (или первые два слога) могут иметь ударение в виде высокого тона. К примеру, в трёхсложном слове может быть четыре варианта ударения:
| Хангыль, кириллизация | МФА       | Перевод          |
| --------------------- | --------- | ---------------- |
| 메누리 (менури)       | mé.nu.ɾi  | «невестка»       |
| 어무이 (омуи)         | ə.mú.i    | «мать»           |
| 원어민 (вономин)      | wə.nə.mín | «носитель языка» |
| 오래비 (орэби)        | ó.ɾé.pi   | «старший брат»   |

### Шанхайский диалект языка у
В шанхайском диалекте языка у имеется три тона, которые имеют черты музыкального ударения.
Если не считать закрытые слоги (оканчивающиеся на гортанную смычку), в шанхайском диалекте слог может иметь высокий, средний и низкий тон. Низкий встречается только после звонкого согласного, то есть после глухого согласного возможны только два тона. В многосложном слове тон первого слога определяет тон остальных: после слога с высоким тоном остальные приобретают средний, после слога с низким или средним тон второго слога становится высоким, а остальные слоги приобретают средний тон. Таким образом, на письме требуется только значок высокого тона:
|                                      | Вид          | Китайское письмо | Рисунок тонов                   | Перевод     |
| ------------------------------------ | ------------ | ---------------- | ------------------------------- | ----------- |
| Звонкая инициаль                     | zaunheinin   | 上海人           | низкий-высокий-средний          | «шанхаец»   |
| Без [звонкой] инициали (средний тон) | aodaliya     | 澳大利亚         | средний-высокий-средний-средний | «Австралия» |
| Глухая инициаль (высокий тон)        | kónkonchitso | 公共汽車         | высокий-средний-средний-средний | «автобус»   |

## Комментарии
1. ↑  То есть его положение непредсказуемо законами фонологии[англ.], может располагаться на любом слоге.
2. ↑  Fortson IV (2004:62) «From the available comparative evidence, it is standardly agreed that Proto-Indo-European was a pitch-accent language. There are numerous indications that the accented syllable was higher in pitch than the surrounding syllables. Among the Indo-European daughters, a pitch-accent system is found in Vedic Sanskrit, Ancient Greek, the Baltic languages and some South Slavic languages, although none of these preserves the original system intact.»
3. ↑  в прагерманском ударение стало фиксированным на первом слоге, и в готском, древнеанглийском и древнескандинавском. В германских свободное ударение было утеряно после того, как произошли изменения, описанные законом Вернера
4. ↑  Часто утверждается, что тоном может обладать только один слог или одна мора, однако в корейском два соседних слога в начале слова могут иметь один и тот же тон.